# Сельгская Речка
Сельгская Речка — река в Петрозаводске и Прионежском районе Республики Карелия. Вытекает из озера Угольная Ламба, впадает в Петрозаводскую губу Онежского озера. В реку впадает ручей Долгий. Вдоль реки расположен парк Сельгская Речка.
Рельеф бассейна — моренная волнистая равнина с преобладающими высотами от 160—140 м над уровнем моря в верховье и до 33 м в устье.
Потамоним Сельгская речка происходит от карельского ‚šelkä‘ или вепсского ‚selg‘ — кряж, возвышенность, холм.
В 2010 году было отмечено загрязнение реки сельскохозяйственными стоками.
Код объекта в государственном водном реестре — 01040100612202000013955.